# シロキ・ブリイェグ
シロキ・ブリイェグ（ボスニア語:Široki Brijeg、クロアチア語:Široki Brijeg、セルビア語:Широки Бријег）は、ボスニア・ヘルツェゴビナの町、およびそれを中心とした基礎自治体であり、同国の南西部に位置している。同国を構成する2つの構成体のうち、ボシュニャク人やクロアチア人を主体としたボスニア・ヘルツェゴビナ連邦に属し、西ヘルツェゴビナ県の県都である。1945年から1990年までは公称としてリシュティツァ（Lištica / Лиштица）が用いられた。

## 地理
自治体の人口は約3万人、都市部は約1万人が暮らしている。面積は1168ヘクタールで、リシュティツァ川が流れる。町の中心部は海抜270メートルほどで、低ヘルツェゴビナと呼ばれる地域である。その他の大部分は特徴的なカルスト地形を持つ高ヘルツェゴビナと呼ばれる地域であり、町の北方に位置している。
モスタルまで20から25キロメートルほど、メジュゴリエまでアドリア海沿岸を抜けて88キロメートルほどの位置にあり、モスタルからスプリトを結ぶ幹線道路が走る。

## 歴史
第二次世界大戦中はイタリア軍の援助を受けたウスタシャの統治下に置かれ、イタリア軍によって要塞が築かれた。1945年、パルチザンが町を占領しリシュティツァと改名された。
終戦後、ヘルツェゴビナの中でも最も西に位置するこの地域は、ユーゴスラビア中央政府から親ウスタシュ、親ファシズム地域と見做され冷遇された。そのため多くの住民がザグレブやダルマチアに移住し、ドイツのガストアルバイターへ流れた。

## 住民構成
1991年の国勢調査によると人口は27,160人であり、民族別の内訳は以下の通りであった:
- 26,864人 - 98.91% クロアチア人
- 148人 - 0.54% セルビア人
- 20人 - 0.07% ユーゴスラビア人
- 9人 - 0.03% ムスリム人
- 119人 - 0.43% その他

都市部人口は5,039人で、クロアチア人が98.8%を占めている。